# Karatobe (sockenhuvudort i Kina, Xinjiang Uygur Zizhiqu, lat 43,75, long 82,64)
Karatobe (kinesiska: 喀拉托别, 喀拉托别乡) är en sockenhuvudort i Kina. Den ligger i den autonoma regionen Xinjiang, i den nordvästra delen av landet, omkring 400 kilometer väster om regionhuvudstaden Ürümqi. Antalet invånare är 9 101. Befolkningen består av 4 128 kvinnor och 4 973 män. Barn under 15 år utgör 19,0 %, vuxna 15-64 år 75 %, och äldre över 65 år 4,0 %.
Runt Karatobe är det ganska glesbefolkat, med 34 invånare per kvadratkilometer. Närmaste större samhälle är Nilka, 12,0 km väster om Karatobe. Trakten runt Karatobe består i huvudsak av gräsmarker.
Genomsnittlig årsnederbörd är 350 millimeter. Den regnigaste månaden är juni, med i genomsnitt 53 mm nederbörd, och den torraste är mars, med 8 mm nederbörd.